# Lee's Sandwiches
A Lee's Sandwiches International, Inc. é uma cadeia de restaurantes de fast food vietnamita-americana com sede em San José, Califórnia, e com estabelecimentos em vários estados e em Taiwan. A Lee's Sandwiches é especializada em bánh mì, sanduíches de baguete “de estilo europeu”, café gelado vietnamita e chè de sobremesa vietnamita. Atribui-se-lhe a popularização das sanduíches vietnamitas e do café gelado entre os consumidores americanos e a inspiração de várias outras cadeias de padarias de propriedade vietnamita.

## Restaurantes
A partir de 2018, a Lee's Sandwiches tem 59 locais nos Estados Unidos. Eles estão localizados em cidades com grandes populações vietnamitas americanas no Arizona, Califórnia, Colorado, Nevada, Oklahoma, Oregon, Texas e Virgínia. Uma loja está situada em frente à localização original, junto à Câmara Municipal de San Jose. A Lee's Sandwiches está presente nas praças de alimentação do Asian Garden Mall, em Westminster, Califórnia, e do Cali Saigon Mall, em Garland, Texas. Com localizações no Westminster Mall em Westminster e no Eastport Plaza em Portland, Oregon, a Lee's Sandwiches é uma das primeiras empresas vietnamitas a entrar nas grandes superfícies comerciais e centros comerciais.